# Леонардо Суарес
Леонардо Габріель Суарес (ісп. Leonardo Gabriel Suárez; народився 30 березня 1996 року, Хенераль-Сан-Мартін, Аргентина) — аргентинський футболіст, нападник клубу «Мальорка».

## Клубна кар'єра
Леонардо перевели до першої команди клубу «Бока Хуніорс» у середині 2014 року. Він дебютував за неї 9 листопада в матчі проти «Тігре» й відзначився в ньому гольовою передачею. Загалом у своєму дебютному сезоні Леонардо провів два матчі.
У січні 2015 року він поповнив склад другої команди «Вільярреала», що виступає в Сегунді B. У складі основної команди «Вільярреала» дебютував у Лізі чемпіонів 16 серпня 2016 року в матчі проти «Монако», а в чемпіонаті Іспанії — 17 грудня 2016 року в грі проти хіхонського «Спортінга».

## Кар'єра в збірній
У складі юнацької збірної Аргентини до 17 років Леонардо взяв участь у юнацькому чемпіонаті Південної Америки 2013.. Його збірна стала чемпіоном Південної Америки. Крім того, він взяв участь у юнацькому чемпіонаті світу 2013, де Аргентина посіла четверте місце.
У складі молодіжної збірної Аргентини Леонардо виступав на молодіжному чемпіонаті Південної Америки 2015. На цьому турнірі він взяв участь у трьох зустрічах і забив гол у ворота команди Перу.

## Статистика виступів

### За клуби
- Востаннє оновлено 15 лютого 2020 року.

| Клуб | Див.               | Сезон              | Ліга  | Ліга | Ліга      | Національні кубки(1) | Національні кубки(1) | Національні кубки(1) | Міжнародні турніри(2) | Міжнародні турніри(2) | Міжнародні турніри(2) | Загалом | Загалом | Загалом   | Голів у середньому за матч(3) |
| Клуб | Див.               | Сезон              | Матчі | Голи | Гол. пер. | Матчі                | Голи                 | Гол. пер.            | Матчі                 | Голи                  | Гол. пер.             | Матчі   | Голи    | Гол. пер. | Голів у середньому за матч(3) |
| --- | ------------------ | ------------------ | ----- | ---- | --------- | -------------------- | -------------------- | -------------------- | --------------------- | --------------------- | --------------------- | ------- | ------- | --------- | ----------------------------- |
| Бока Хуніорс Аргентина                                                                                                |                    |                    |       |      |           |                      |                      |                      |                       |                       |                       |         |         |           |                               |
| Прімера Дивізіон | 2014               | 2                  | 0     | 1    | 0         | 0                    | 0                    | 0                    | 0                     | 0                     | 2                     | 0       | 1       | 0,00      |                               |
| Загалом за клуб | Загалом за клуб    | 2                  | 0     | 1    | 0         | 0                    | 0                    | 0                    | 0                     | 0                     | 2                     | 0       | 1       | 0,00      |                               |
| Вільярреал Іспанія |                    |                    |       |      |           |                      |                      |                      |                       |                       |                       |         |         |           |                               |
| Сегунда Дивізіон Б | 2014-2015          | 11                 | 2     | 0    | -         | -                    | -                    | -                    | -                     | -                     | 11                    | 2       | 0       | 0,18      |                               |
| Сегунда Дивізіон Б | 2015-2016          | 37                 | 4     | 0    | -         | -                    | -                    | -                    | -                     | -                     | 37                    | 4       | 0       | 0,10      |                               |
| Сегунда Дивізіон Б | 2016-2017          | 18                 | 4     | 1    | -         | -                    | -                    | -                    | -                     | -                     | 18                    | 4       | 1       | 0,20      |                               |
| Сегунда Дивізіон Б | 2017-2018          | 13                 | 2     | 0    | -         | -                    | -                    | -                    | -                     | -                     | 13                    | 2       | 0       | 0,50      |                               |
| Загалом за клуб | Загалом за клуб    | 79                 | 12    | 1    | -         | -                    | -                    | -                    | -                     | -                     | 79                    | 12      | 1       | 0,10      |                               |
| Вільярреал Іспанія |                    |                    |       |      |           |                      |                      |                      |                       |                       |                       |         |         |           |                               |
| Ла-Ліга | 2016-2017          | 3                  | 0     | 0    | 1         | 0                    | 0                    | 1                    | 0                     | 0                     | 5                     | 0       | 0       | 0,00      |                               |
| Ла-Ліга | 2017-2018          | 1                  | 0     | 0    | 1         | 0                    | 0                    | 1                    | 0                     | 0                     | 3                     | 0       | 0       | 0,00      |                               |
| Ла-Ліга | 2019-2020          | 0                  | 0     | 0    | 1         | 1                    | 1                    | 0                    | 0                     | 0                     | 1                     | 1       | 1       | 0,00      |                               |
| Загалом за клуб | Загалом за клуб    | 4                  | 0     | 0    | 3         | 1                    | 1                    | 2                    | 0                     | 0                     | 9                     | 1       | 1       | 0,11      |                               |
| Реал Вальядолід Іспанія                                                                                               |                    |                    |       |      |           |                      |                      |                      |                       |                       |                       |         |         |           |                               |
| Ла-Ліга | 2018-2019          | 12                 | 2     | 1    | 3         | 0                    | 0                    | 0                    | 0                     | 0                     | 15                    | 2       | 1       | 0,13      |                               |
| Загалом за клуб | Загалом за клуб    | 12                 | 2     | 1    | 3         | 0                    | 0                    | 0                    | 0                     | 0                     | 15                    | 2       | 1       | 0,13      |                               |
| Мальорка Іспанія |                    |                    |       |      |           |                      |                      |                      |                       |                       |                       |         |         |           |                               |
| Сегунда Дивізіон | 2018-2019          | 19                 | 2     | 1    | 0         | 0                    | 0                    | 0                    | 0                     | 0                     | 19                    | 2       | 1       | 0,11      |                               |
| Загалом за клуб | Загалом за клуб    | 19                 | 2     | 1    | 0         | 0                    | 0                    | 0                    | 0                     | 0                     | 19                    | 2       | 1       | 0,11      |                               |
| Америка Мексика |                    |                    |       |      |           |                      |                      |                      |                       |                       |                       |         |         |           |                               |
| Прімера Дивізіон | К-2020             | 9                  | 1     | 1    | -         | -                    | -                    | 3                    | 1                     | 0                     | 12                    | 2       | 1       | 0,17      |                               |
| Прімера Дивізіон | А-2020             | 9                  | 1     | 1    | -         | -                    | -                    | 0                    | 0                     | 0                     | 9                     | 1       | 1       | 0,33      |                               |
| Загалом за клуб | Загалом за клуб    | 18                 | 2     | 2    | 0         | 0                    | 0                    | 3                    | 1                     | 0                     | 21                    | 3       | 1       | 0,20      |                               |
| Загалом за кар'єру | Загалом за кар'єру | Загалом за кар'єру | 134   | 18   | 6         | 6                    | 1                    | 1                    | 5                     | 1                     | 0                     | 145     | 20      | 7         | 0,14                          |
| (1) Враховуючи голи в Кубку Іспанії. (2) Враховуючи голи в Лізі Європи. (3) Не враховуючи голів у товариських матчах. |                    |                    |       |      |           |                      |                      |                      |                       |                       |                       |         |         |           |                               |

## Досягнення
- Чемпіон Південної Америки (U-17): 2013
- Чемпіон Південної Америки (U-20): 2015